# Michael Colreavy

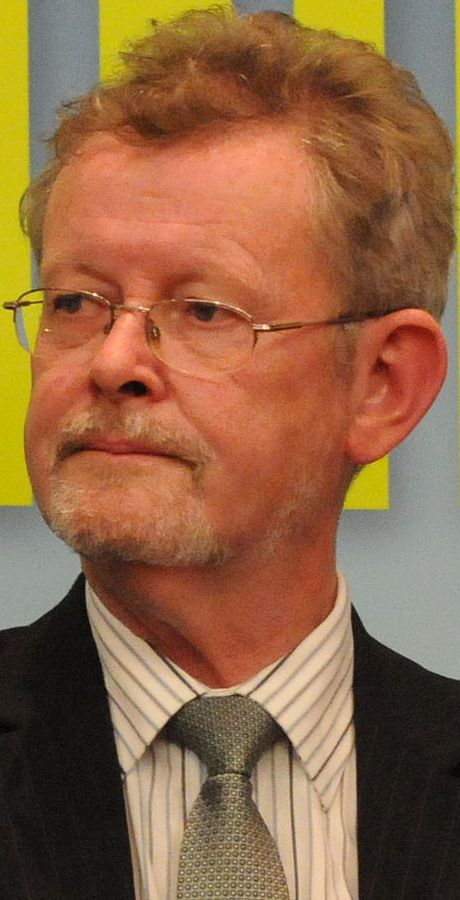
Michael Colreavy, 2011

Michael Colreavy (* 28. September 1948 in Sligo, Irland) ist ein irischer Politiker der Partei Sinn Féin. Von 2011 bis 2016 war er Teachta Dála (TD) (Abgeordneter des irischen Unterhauses, Dáil Éireann).
1979 trat Colreavy der Sinn Féin bei und unterstützte Joe McDonnell, der im Frühjahr 1981 in den Hungerstreik getreten war. Colreavy zog nach Manorhamilton, wo er noch heute wohnt.
Er arbeitete als Gewerkschaftssekretär der Gewerkschaft IMPACT (Gewerkschaft des Öffentlichen Dienstes). 1999 wurde er in den Leitrim County Council gewählt. 2004 und 2009 wurde er wiedergewählt. 
Er trat dann bei den Wahlen zum Dáil Éireann 2011 im Wahlkreis Sligo–Leitrim für die Sinn Féin und erzielte genügend Stimmen, um in den Dáil einzuziehen. Bei den Wahlen 2016 trat er nicht mehr an.

## Privates
Colreavy ist mit Alice verheiratet, mit der er acht Kinder hat. 